# Province de Settat
 (septembre 2013).
La province de Settat est une subdivision à dominante rurale de la région marocaine de Casablanca-Settat. Elle tire son nom de son chef-lieu, Settat.

## Histoire
La province de Settat a été créée en 1967 – décret royal no 701-66 du 10 juillet – par démembrement de la province de Casablanca.
Depuis 2015, la province de Settat fait désormais partie de la région de Casablanca-Settat.

## Démographie
| 1994    | 2004    | 2006    |
| ------- | ------- | ------- |
| 847 938 | 956 904 | 977 240 |

## Communes
| Nom                | Nom en arabe      | Tribu                            | Population |
| ------------------ | ----------------- | -------------------------------- | ---------- |
| Settat             | سطات              | Arabo-berberes; Mzamza           | 116 570    |
| Berrechid          | برشيد             | Arabes; Oulad Hriz               | 89 830     |
| Deroua             | ألدروة            |                                  | 36 066     |
| Sahel Oulad H'Riz  | أولاد حريز الساحل | Arabes; Oulad Hriz               | 26 435     |
| Sidi Rahhal Chatai | سيدي رحال الشاطئ  |                                  | 22 426     |
| Ben Ahmed          | بن أحمد           | Arabes; hamdaoua (Mzab)          | 21 361     |
| Soualem            | ألسوالم           | Soualem                          | 19 216     |
| Sidi Hajjaj        | سيدي حجاج         | Arabes, Awlad Sidi Hajjaj (Mzab) | 18 687     |
| El Gara            | ألكارة            | Arabes; M'Dakra                  | 18 070     |
| Dar Chaffai        | دار الشافعي       |                                  | 17 632     |
| Lakhiaita          | الخيايطة          | ; Soualem                        | 17 538     |
| El Borouj          | ألبروج            | Arabes ; Beni Meskine            | 16 222     |
| Laghnimyine        | الغليميين         |                                  | 16 191     |
| Ras el Aïn Chaouia | راس العين الشاوية | arabes, Beni Brahim (Mzab)       | 19 607     |
| Sidi el Aïdi       | سيدي العايدي      |                                  | 13 273     |